# 포켓몬스터 (비디오 게임 시리즈)
《포켓몬스터》는 비디오 게임 시리즈는 게임 프리크가 개발하고 닌텐도가 배급한 《포켓몬스터》 미디어 프랜차이즈 산하의 비디오 게임들을 일컫는다. 시리즈 최초의 게임이 1996년에 일본에서 게임보이용으로 발매된 이래, 시리즈는 현재까지 계속되며 각 플랫폼마다 최소 2개씩의 게임을 선보이고 있다.
1996년 출시된 시리즈 첫 번째 게임군 《포켓몬스터 적·녹》은 휴대용 게임기 게임보이용으로 제작됐으며, 게임 프리크의 디자이너 타지리 사토시, 일러스트레이터 스기모리 켄과 작곡가 마스다 준이치를 주축으로 개발됐다. 이후 이 게임을 시작으로 게임 프리크가 제작하는 《포켓몬스터》 롤플레잉 비디오 게임들은 시리즈의 중심이 되는 '본편'으로 분류되며 닌텐도가 발매하는 각 세대의 게임기로 제작을 계속했다. 본편 이외의 《포켓몬스터》 외전작들은 주로 게임 프리크 이외의 타 개발사가 맡으며, 대표적인 작품들로 로그라이크 롤플레잉 게임 《포켓몬 불가사의 던전》, 전략 게임 《포켓몬 스타디움》, 사진 촬영 게임 《포켓몬 스냅》이 있다.
《포켓몬스터》 비디오 게임 시리즈는 동명의 미디어 프랜차이즈와 마찬가지로 세계적으로 상업적 성공을 거뒀다. 2020년 3월 기준으로 본편과 외전, 휴대용 및 가정용을 포함한 《포켓몬스터》 게임들은 모두 합쳐 3억 8천만 장의 판매량을 돌파했다. 이는 비디오 게임 프랜차이즈를 기준으로 《마리오》, 《테트리스》, 《콜 오브 듀티》에 이어 4번째로 많은 수치이다.

## 공통 요소

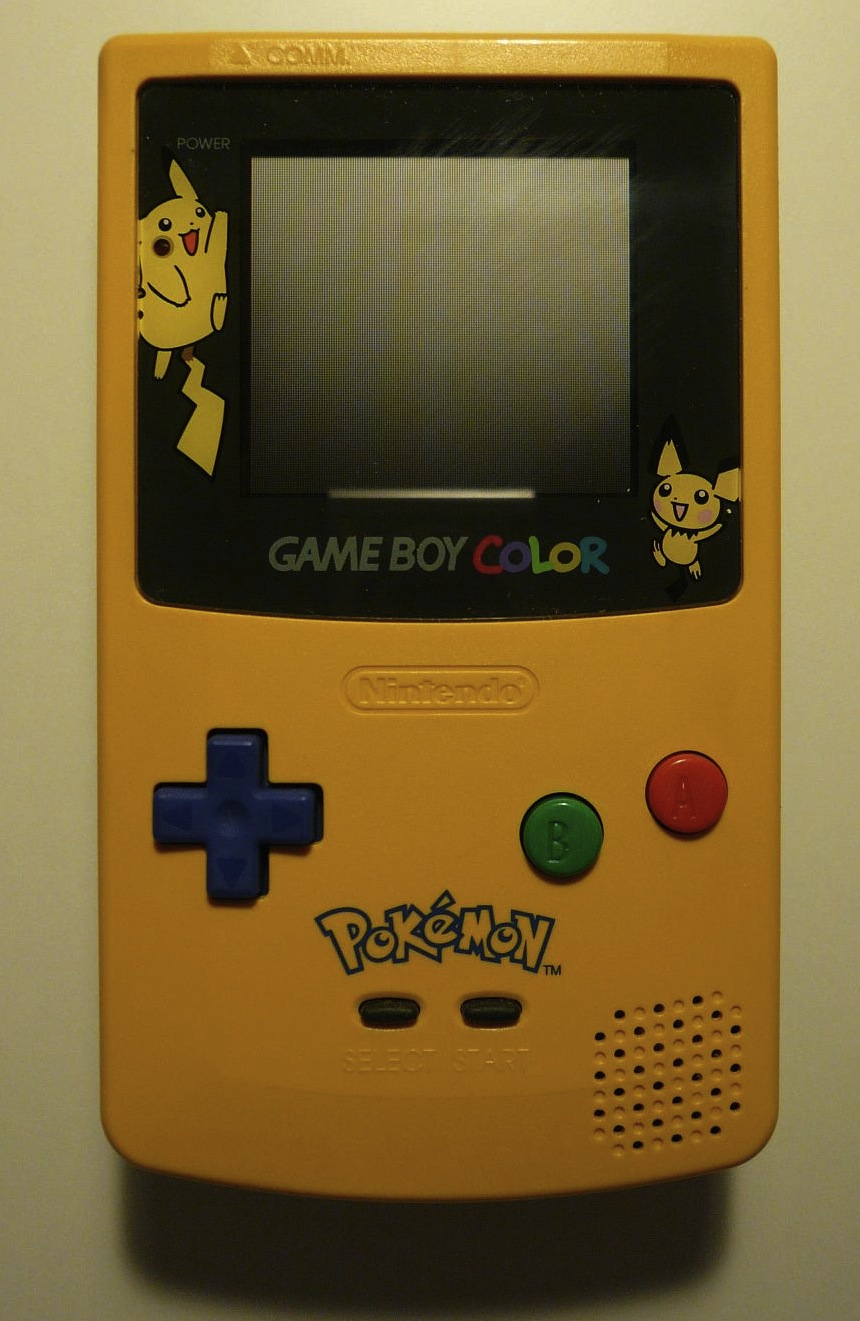
게임 보이 컬러 피카츄

포켓몬스터 게임 시리즈는 포켓몬스터, 줄여서 '포켓몬'이라고 불리는 가상의 생명체들이 살고 있는 세상을 바탕으로 한다. 포켓몬도감을 완성시켜 더 많은 포켓몬을 모으고 898마리의 포켓몬을 만나는 것이 이 게임의 목적이다. 플레이어는 주인공이 되어 이 포켓몬들을 포획하고 성장시키며 다른 포켓몬과 대결시킨다. 포켓몬을 자신의 친구삼아 키우고 포켓몬끼리 대결을 시키는 사람을 '포켓몬 트레이너'라고 하며, 플레이어는 한 사람의 포켓몬 트레이너가 되어 모험을 떠나고 점점 포켓몬을 모으고 성장시키면서 마침내는 최고의 포켓몬 트레이너인 '포켓몬 챔피언'이 되는 것을 목표로 게임을 진행하게 된다. 하지만 곳곳에 있는 로켓단, 마그마단, 아쿠아단, 갤럭시단, 플라즈마단, 플레어단, 스컬단, 옐단 조직들이 자신의 목표를 흐트러지게 하기도 한다. 그리고 포켓몬 챔피언이 되어도 다른 유저들과의 실제 대결로 국내 최강, 세계 최강 등 더 큰 목표를 이룰 수 있다. 이는 최초의 포켓몬스터 롤플레잉 게임이 취하고 있는 구성이며 이와 같은 구성을 가진 롤플레잉 후속작들로 이어지는 게임들을 '포켓몬스터 게임 본편 시리즈'라고 칭한다. 일반적으로 포켓몬스터 본편 시리즈의 게임은 대부분의 구성이 같지만 작은 차이점을 가진 2개가 짝으로 발매되며, 그 후 대략 2년 안에 그 게임에 약간의 추가요소를 더한 마이너 체인지 팩이 나오는 경우가 있다.
포켓몬스터 롤플레잉 게임은 모두 가상의 포켓몬 세상 속 일정 지방을 배경으로 한다. 게임은 기본적으로 조감 시점을 취하고 있으며, 플레이어가 직접 조종하는 주인공은 그 지방의 포켓몬 박사가 제공하는 시작 포켓몬 중 하나를 골라 모험을 시작한다. 주인공은 세상을 떠돌아다니며 포켓몬을 잡고, 성장시키며 진화시키기도 한다. 게임의 주된 목표는 다른 포켓몬 트레이너들 한 명 한 명으로부터 승리를 거두며 마침내는 '포켓몬 리그'에 도전하여 그 지방에서 가장 강력한 포켓몬 트레이너인 사천왕, 챔피언을 물리치고 최강의 포켓몬 트레이너가 되는 것이다. 또다른 목표는 세상에 존재하는 모든 포켓몬을 만나고 사로잡아 '포켓몬 도감'의 내용을 완성하는 것이다. 이를 위해서 플레이어는 여행을 계속하며 포켓몬을 성장시켜야 한다. 그리고 이 여행 가운데 포켓몬을 이용해서 나쁜 짓을 하는 악당들과 맞서기도 하며, 여러 가지 수수께끼와 사건을 해결하기도 한다.

### 포켓몬 배틀

6세대(2013년) 이후 포켓몬 타입 간 상성. 효과가 굉장함(2배, 녹색), 효과가 별로임(½배, 적색), 효과가 없음(0배, 흑색)을 표시

포켓몬 게임의 대부분을 차지하는 것이 포켓몬 사이의 대결이다. 이것을 '포켓몬 배틀'이라고 하며, 포켓몬 배틀을 통해서 포켓몬이 더 강해지고 게임 목표를 달성할 수 있게 된다.
포켓몬 배틀은 턴제로 진행된다. 플레이어가 야생 포켓몬과 조우하거나 다른 트레이너와 대결을 펼치게 되면, 화면이 전환되어 전투 장면이 나타난다. 각 트레이너는 여섯 마리까지 포켓몬을 데리고 다닐수 있으며, 전투에 참여시킬 수 있다. 전투가 시작되면 첫 번째 포켓몬이 대결에 나서게 되며 1:1 대결을 연달아 진행한다. 포켓몬의 체력이 0이 되면 기절 상태가 되어 전투 참여가 불가능해지고, 상대방이 가진 모든 포켓몬을 기절 상태로 만들면 포켓몬 배틀에서 승리한다. 플레이어가 포켓몬 배틀에서 패배하면 소지하고 있는 돈이 줄어들며 마지막에 방문한 포켓몬센터(포켓몬의 체력을 회복해주는 곳)로 되돌아간다.
전투 중 플레이어의 포켓몬이 상대방 포켓몬을 쓰러트리면 돈과 경험치를 받게 되며, 이 경험치가 쌓이면 포켓몬의 레벨이 오르고 능력이 강해진다. (기절한 포켓몬은 회복할 때까지 경험치를 받을 수 없다.)
모든 포켓몬과 포켓몬의 기술은 종류별로 타입이라는 속성을 띠고 있으며, 여러 가지 타입이 존재한다. 그리고 각각의 타입 사이에는 서로 물고 물리는 상성 관계가 존재한다. 포켓몬 배틀을 유리하게 이끌기 위해서는 상대방이 사용하는 타입의 기술에 유리한 타입 포켓몬을 내보내거나, 상대 포켓몬에게 큰 피해를 줄 수 있는 타입의 기술을 사용하는 등 타입을 이해하고 전략적으로 사용할 수 있어야 한다. 모두 18개의 타입이 있다.(노말, 불꽃, 물, 풀, 전기, 얼음, 격투, 독, 땅, 비행, 에스퍼, 벌레, 바위, 고스트, 드래곤, 악, 강철, 페어리)

### 포켓몬 리그
포켓몬 리그는 포켓몬 체육관에서 주는 배지 8개를 가지고 있는 강력한 트레이너만이 도전할 수 있는 대회이며 여기서 우승하는 것이 게임의 주요 목표이다. 포켓몬 리그에 도전하기 위해서는 각 지방에 존재하는 8개의 '포켓몬 체육관'을 찾아다니며 그곳에 있는 문하 트레이너들과 체육관 관장의 도전을 이겨내야 한다. 주인공이 체육관 관장에게 승리를 거두면 그 증표로 각 체육관별로 고유한 배지를 받게 되며, 이 배지를 모두 모은 뒤에 비로소 포켓몬 리그에 출전할 수 있다. 또한 배지가 있으면 높은 레벨 포켓몬을 길들일 수 있고, 비전기술이라는 특별한 기술을 가르칠 수 있다. 배지의 기능이 있어야만 진행할 수 있는 구간이 존재하므로 게임 진행은 자연스럽게 체육관을 찾아다니는 여행이 된다. 그러나 알로라지방에서는 체육관이 없어서 시련을 모두 돌파해야 리그에 도전이 가능하며, 비전머신은 알로라지방에선 불법이기에 포켓라이드가 이를 대체한다. 포켓몬 리그에는 강한 트레이너인 사천왕 네명이 있으며, 그들을 이기면 더 강한 챔피언과 싸울 수 있고, 챔피언에게 이기면 전당등록을 할 수 있고, 비로소 자신은 포켓몬 챔피언이 된다.

가라르지방에서는 체육관관장을 모두 쓰러뜨리고 리그에 가서 다시 관장을 쓰러뜨리고 챔피언인 단델과 배틀해서 이기면 챔피언이 된다.

### 포켓몬 수집
게임 중간중간에 등장하는 목표를 달성하기 위해서나 최종적인 목표인 포켓몬 도감의 완성을 위해서 플레이어는 여러 가지 종류의 포켓몬을 수집해야 한다. 야생 포켓몬과 포켓몬 배틀을 벌이는 도중, 플레이어는 야생 포켓몬을 빈사시키는 대신에 몬스터 볼을 던져서 포획을 시도할 수 있다. 포획에 성공하면 사로잡은 포켓몬의 정보가 포켓몬 도감에 자동으로 기록되며, 붙잡은 포켓몬을 데리고 다닐 수 있다. 데리고 다닐 수 있는 최대치인 여섯 마리를 이미 데리고 있더라도 포켓몬을 포획하면 즉시 컴퓨터를 이용해 접근할 수 있는 '박스'로 보내지므로 포켓몬 수집과 도감 내용 보강을 계속할 수 있다. 포켓몬 890마리가 전부 같은 게임 내에서 등장하지는 않으므로, 총 890마리의 도감을 채우려면 포켓몬 이벤트나 영화 배포 또는 다른 버전과 교환하는 방법이 필요하다. 도감에 모든 포켓몬을 기록하면 게임 내 게임 프리크 직원인 NPC가 표창장을 수여한다. 하지만 보통 배포로 받는 환상의 포켓몬은 조건에 포함되지 않는다.

### 포켓몬의 진화
진화란 포켓몬이 갑작스런 변화를 일으켜 다른 종류의 포켓몬으로 변하며 모습과 능력이 변하는 것이다. 어느 한 종류의 포켓몬이 진화할 수 있는 횟수는 두번 내외로 구성되어 있다. 베루키(능력치에 따라 시라소몬, 홍수몬, 카포에라 3종 중 하나), 이브이(진화 방법에 따라 샤미드, 쥬피썬더, 부스터, 에브이, 블래키, 리피아, 글레이시아, 님피아 8종 중 하나)같은 다양한 진화체가 있는 경우도 존재한다. 진화경로는 대체적으로 4가지로 나뉘어 있는데, 첫 번째로는 경험치를 쌓거나 아이템을 사용하여 특정 레벨에 도달하는 것이다. 간혹 특정 기술을 배운 상태에서 레벨업을 하거나, 맞는 날씨에서 레벨업을 요구하기도 한다. 두 번째로는 친밀도를 쌓아 레벨업 시키는 것이다. 친밀도를 올리려면 같이 데리고 걷거나, 게임 내 친밀도를 올릴 수 있는 행동을 해야 한다. 세 번째로는 ~의 돌로 진화시키는 것인데, 너무 이른 레벨에서 돌로 진화시키면 그 포켓몬이 진화 전에 스스로 배울 수 있는 기술을 배울 수 없게 되는 경우가 있고, 이런 경우 기술머신등으로 기술을 가르쳐야 한다. 네 번째로는 다른 유저 혹은 게임 내 NPC와 포켓몬 교환을 하는 것이다. 특정 도구를 지니게 해주고 교환을 하면 진화하는 경우도 존재한다. 그 외에 여러 가지 진화 요인이 존재하며, 포켓몬의 종류마다 고유한 상황에서 진화를 일으킨다. 진화가 일어나면 고유한 애니메이션이 나타나며, 이 애니메이션이 끝나기 전에는 보통 B버튼을 눌러서 진화를 취소할 수도 있다. 이것을 '진화캔슬' 이라고 한다.
진화의 결과로 얻은 포켓몬 역시 그 정보가 포켓몬 도감에 기록되므로 포켓몬을 진화시키는 것 또한 포켓몬 도감 완성이라는 목표 달성을 위한 수단중 하나이다.

## 세대 구분
게임, 애니메이션, 영화 등 모든 포켓몬 관련 상품은 크게 나눠 세대별로 구분할 수 있다. 이는 공식적이거나 엄격한 구분이 아니며 수용자들이 편의를 위해 사용하는 구분이다.
수 년마다 새로운 지방과 포켓몬, 등장인물 등이 도입된 포켓몬스터 롤 플레잉 게임 시리즈의 정식 후속작이 발매되면 그 후속작은 포켓몬스터 사업 전반에 있어 새로운 세대의 시작점으로 받아들여진다. 그리하여 본편 게임은 물론이고 여러 외전 게임이나 애니메이션, 영화, 트레이딩 카드 게임 등에 새로운 내용이 일제히 추가된다. 즉 각각의 세대는 본편 게임 시리즈 후속작의 발매 시기에 따른 시간대로 나눌 수 있다. 현재 진행되고 있는 포켓몬 관련 사업은 8세대에 속한다.
각 세대의 시작점이 되는 게임들은 다음과 같다.
- 제 1세대: 《포켓몬스터 적·녹》 (1996년 일본)
- 제 2세대: 《포켓몬스터 금·은》 (1999년 일본, 2002년 대한민국)
- 제 3세대: 《포켓몬스터 루비·사파이어》 (2002년 일본)
- 제 4세대: 《포켓몬스터 다이아몬드·펄》 (2006년 일본, 2008년 대한민국)
- 제 5세대: 《포켓몬스터 블랙·화이트》 (2010년 일본, 2011년 대한민국)
- 제 6세대: 《포켓몬스터 X·Y》 (2013년)
- 제 7세대: 《포켓몬스터 썬·문》 (2016년)
- 제 8세대: 《포켓몬스터 소드·실드》 (2019년)
- 제 9세대: 《포켓몬스터 스칼렛·바이올렛》 (2022년)

## 포켓몬스터 게임 목록
| - 제1세대(게임보이) - 《포켓몬스터 적·녹·청》 - 《포켓몬스터 피카츄》 - 제2세대(게임보이, 게임보이 컬러) - 《포켓몬스터 금·은》 - 《포켓몬스터 크리스탈》 - 제3세대(게임보이 어드밴스) - 《포켓몬스터 루비·사파이어》 - 《포켓몬스터 에메랄드》 - 《포켓몬스터 파이어레드·리프그린》 - 제4세대(닌텐도 DS) - 《포켓몬스터 DP 디아루가·펄기아》 - 《포켓몬스터 Pt 기라티나》 - 《포켓몬스터 하트골드·소울실버》 - 제5세대(닌텐도 DS) - 《포켓몬스터 블랙·화이트》 - 《포켓몬스터 블랙 2·화이트 2》 - 제6세대(닌텐도 3DS) - 《포켓몬스터 X·Y》 - 《포켓몬스터 오메가루비·알파사파이어》 - 제7세대(닌텐도 3DS, 닌텐도 스위치) - 《포켓몬스터 썬·문》 - 《포켓몬스터 울트라썬·울트라문》 - 《포켓몬스터 레츠고! 피카츄·레츠고! 이브이》 - 제8세대(닌텐도 스위치) - 《포켓몬스터 소드·실드》 - 《포켓몬스터 브릴리언트 다이아몬드·샤이닝 펄》 - 《Pokémon LEGENDS 아르세우스》 - 제9세대(닌텐도 스위치, 닌텐도 스위치 OLED) - 《포켓몬스터 스칼렛·바이올렛》 | - 제1세대(닌텐도 64) - 《포켓몬 스타디움》 - 《포켓몬 스타디움 2》 - 《포켓몬 스냅》 - 제2세대(닌텐도 64) - 《포켓몬 스타디움 금·은》 - 제3세대(게임큐브) - 《포켓몬 콜로세움》 - 《포켓몬 박스 루비&사파이어》 - 《포켓몬 XD 어둠의 선풍 다크 루기아》 - 제4세대(Wii) - 《포켓몬 배틀 레볼루션》 - 《포켓파크》 - 《모두의 포켓몬 목장》 - 스마트폰 - 《포켓몬 고》 - 《포켓몬 셔플》 - 《포켓몬 대격돌 SP》 - 《튀어올라라 잉어킹》 - 《포켓몬 퀘스트》 - 《포켓몬 마스터즈》 - 《포켓몬 유나이트》 |

## 같이 보기
- 포켓몬스터
- 포켓몬 목록